# Hildebrand von Möhren
Hildebrand von Möhren (mort le 26 mars 1279) est prince-évêque d'Eichstätt de 1261 à sa mort.

## Biographie
Hildebrand est issu de la famille souabe Möhren, à la fois des nobles et des ministériels, Hildebrand appartient à la branche des nobles.
Hildebrand von Möhren est attesté comme chanoine d'Eichstätt et archidiacre en 1239. Il commence à promouvoir les ordres mendiants alors qu'il est électeur. Il permet  aux dominicains de Ratisbonne de prêcher dans le diocèse. Il soutient les augustins de l'abbaye de Schönthal (de) et de l'abbaye de Nuremberg (de) en accordant des indulgences. Avec une autre indulgence, il soutient la construction du couvent franciscain de Nuremberg (de). L'abbaye d'Ingolstadt (de) des franciscains et le couvent des Dominicains d'Eichstätt (de) bénéficient d'autres avantages. Il est enterré dans le chœur Willibald de la cathédrale d'Eichstätt.